# Sitticus nenilini
Sitticus nenilini är en spindelart som beskrevs av Wesolowska, Logunov 1993. Sitticus nenilini ingår i släktet Sitticus och familjen hoppspindlar. Inga underarter finns listade i Catalogue of Life.